# Koppa
För andra betydelser, se Koppa (olika betydelser).
Koppa eller Qoppa (versal: Ϟ, gemen: ϟ) är en grekisk bokstav som i modern grekiska endast används för att beteckna tal med det joniska talbeteckningssystemet, exempelvis vid datering av juridiska dokument. Koppa har talvärdet 90.
Via det feniciska alfabetet lånade de tidiga grekerna in den semitiska bokstaven qoph (𐤒), som kom att ingå i tidiga former av det grekiska alfabetet. Bokstaven försvann dock när det grekiska alfabetet standardiserades i början av 400-talet f.Kr. Utseendet var annorlunda under klassisk tid, och liknade mer latinets Q, vilket även avspeglas i dess placering mellan Π och Ρ (versal: Ϙ, gemen: ϙ). Etruskerna, som använde en variant av det grekiska alfabetet, fortsatte att använda koppa för k-ljud i kombination med u och v, [kʷu] eller [kʷv], och på det sättet fördes bokstaven sedan vidare som Q, q till det latinska alfabetet.
Dess ljudvärde var ett bakre velart eller uvulart k-ljud: [q] eller [qʰ]. Flera källor anger att det troligtvis också stod för ett främre labialiserat ljud: [kʷ] eller [kʷʰ]. Språkliga förändringar som gjorde att vissa k-ljud övergick i p-ljud (som stavades med pi och fi) gjorde att koppa inte längre behövdes, och den försvann ur alfabetet. Ett exempel av denna förskjutning är namnet Pompeius, som innehåller samma stam som quinque = fem.

## Unicode
|   | decimalt | hexadecimalt | HTML |
| - | -------- | ------------ | ---- |
| Ϟ | 990      | 3DE          |      |
| ϟ | 991      | 3DF          |      |
| Ϙ | 984      | 3D8          |      |
| ϙ | 985      | 3D9          |      |